# Wilhelm Beurlen
Wilhelm Gottlieb Beurlen (* 19. März 1843 in Kirchheim unter Teck; † 10. November 1924 ebenda) war ein deutscher Politiker.

## Beruf
Wilhelm Beurlen besuchte die Realschule in Kirchheim unter Teck. Anschließend machte er bei seinem Veter eine Seifensiederlehre. Als Seifensiedergehilfe arbeitete er in verschiedenen deutschen Städten. Nach dem Tod des Vaters übernahm er 1886 den elterlichen Betrieb in der dritten Generation. Daneben betrieb er eine Landwirtschaft. 

## Politik
Beurlen war Mitglied des Gemeinderats in Kirchheim. Er wurde 1895 im Wahlkreis Kirchheim in den württembergischen Landtag gewählt, sein Gegenkandidat war Stadtschultheiß Kröner. Dieses Mandat verteidigte er in zwei weiteren Wahlen gegen unterschiedliche Mitbewerber. 1912 trat Wilhelm Beurlen nicht mehr zur Wahl an. Er war Mitglied der Volkspartei.

## Familie
Wilhelm Beurlen war der Sohn des Seifensieders Johann Gottlieb Ehrenreich Beurlen (1813–1886) in Kirchheim und der Christiane Friederike geb. Speiser (1813–1852), er hatte vier Geschwister. Ab 1872 war er mit Emilie Ehninger (1855–1908) verheiratet, sie hatten vier Kinder.